# Кубина
Кубина (на латински: Cubo – „лежа“) е римска богиня на новородените деца, призвана да се грижи за бебето в люлката, като внимава то да не падне или да не се задуши.
Наред с Едулия, Левана, Потина, Статилина и Фабулина, Кубина е една от богините в римския митологичен пантеон, свързани с грижата за най-малките деца и правилното им израстване. Смята се, че това са древни италийски божества, наследени от римляните.